# Batalha de Wakefield
A Batalha de Wakefield foi uma batalha da Guerra das Rosas travada em Sandal Magna, próximo a Wakefield, em West Yorkshire, ocorrida na data de 30 de dezembro de 1460. Essa cidade viu o confronto dos exércitos de Ricardo, 3.° Duque de Iorque, com o da rainha Margarida de Anjou. O duque de Iorque e o seu filho Edmundo, conde de Rutland, foram mortos nessa batalha.

## Situação
Na batalha de Northampton, onde o exército da Casa de Lencastre foi derrotado, Henrique VI foi capturado. Foi levado para Londres e colocado sob prisão domiciliária no palácio do bispo de Londres. Ricardo de Iorque desembarca no País de Gales e entra em Londres com pompa. No Parlamento, revela a sua pretensão ao trono mas o seu pedido é respondido com um estupefato silêncio, pois nem os seus mais próximos aliados estavam preparados para algo tão radical. Assim, a 25 de outubro de 1460, a Câmara dos Lords passa a Ata de Acordo na qual Henrique VI se mantém rei e Ricardo o governador como Lord Protector. O filho de Henrique é deserdado e Ricardo ou seu herdeiro são nomeados para suceder ao rei após sua morte. Henrique VI é forçado a dar o seu consentimento.
Ao mesmo tempo, a rainha Margarida e seu filho Eduardo (com sete anos de idade), fugiram até ao castelo de Harlech, a norte do País de Gales, onde se lhes juntaram vários nobres fiéis (como Henrique Holland e Jasper Tudor) que recrutaram tropas. Margarida segue para a Escócia onde obtém a ajuda da rainha Maria de Gueldres em troca da cidade e do castelo de Berwick-upon-Tweed. Outros membros da Casa de Lencastre, como o conde de Northumberland e o duque de Somerset, juntaram o norte de Inglaterra. As forças dos Lencastre, de cerca de 15 000 homens, junta-se perto de Kingston-upon-Hull e iniciam a pilhagem das terras pertencentes a Ricardo de Iorque e ao conde de Salisbury.
Confrontado com esse desafio à sua autoridade, Ricardo envia o seu filho mais velho, Eduardo, ao País de Gales para conter os Lencastre que por lá se encontrassem, e deixando Neville encarregado de Londres, segue pessoalmente para o norte (9 de dezembro) acompanhado por Edmundo, o seu filho mais novo, e pelo conde de Salisbury. Mas as suas forças têm menos 9 000 homens e subestimou o número do exército dos Lencastre. A 16 de dezembro, perto de Worksop no Nottinghamshire, a vanguarda Iorquista encontra um contingente dos Lencastre e é derrotada.

## A batalha
A 21 de dezembro Ricardo de Iorque chega ao seu castelo de Sandal, perto de Wakefield. Lança alguns ataques para sondar as forças inimigas que se encontram a 14 km a leste, mas os ataques são repelidos. Pede então ajuda ao seu filho Eduardo mas, antes de que o mais pequeno reforço chegue, a 30 de dezembro ele decide tentar uma saída.
Não se sabe ao certo a razão pela qual Ricardo fez isso, mas foi relatado nas crónicas de Eduardo Hall, algumas dezenas de anos mais tarde, pelo menos em parte por fontes diretas, que, num estratagema elaborado pelo experiente capitão Andrew Trollope, metade do exército dos Lencastre teriam marchado sobre o castelo de Sandal, progredindo sobre o vasto terreno aberto entre o castelo e o rio Calder, enquanto que o restante do exército se escondia nos bosques dos arredores. Ricardo de Iorque estava muito provavelmente com falta de alimentos e, vendo que afinal o inimigo não aparentava superioridade numérica, aproveitou a oportunidade para o combate em terreno aberto em vez de sofrer o cerco à espera de reforços.

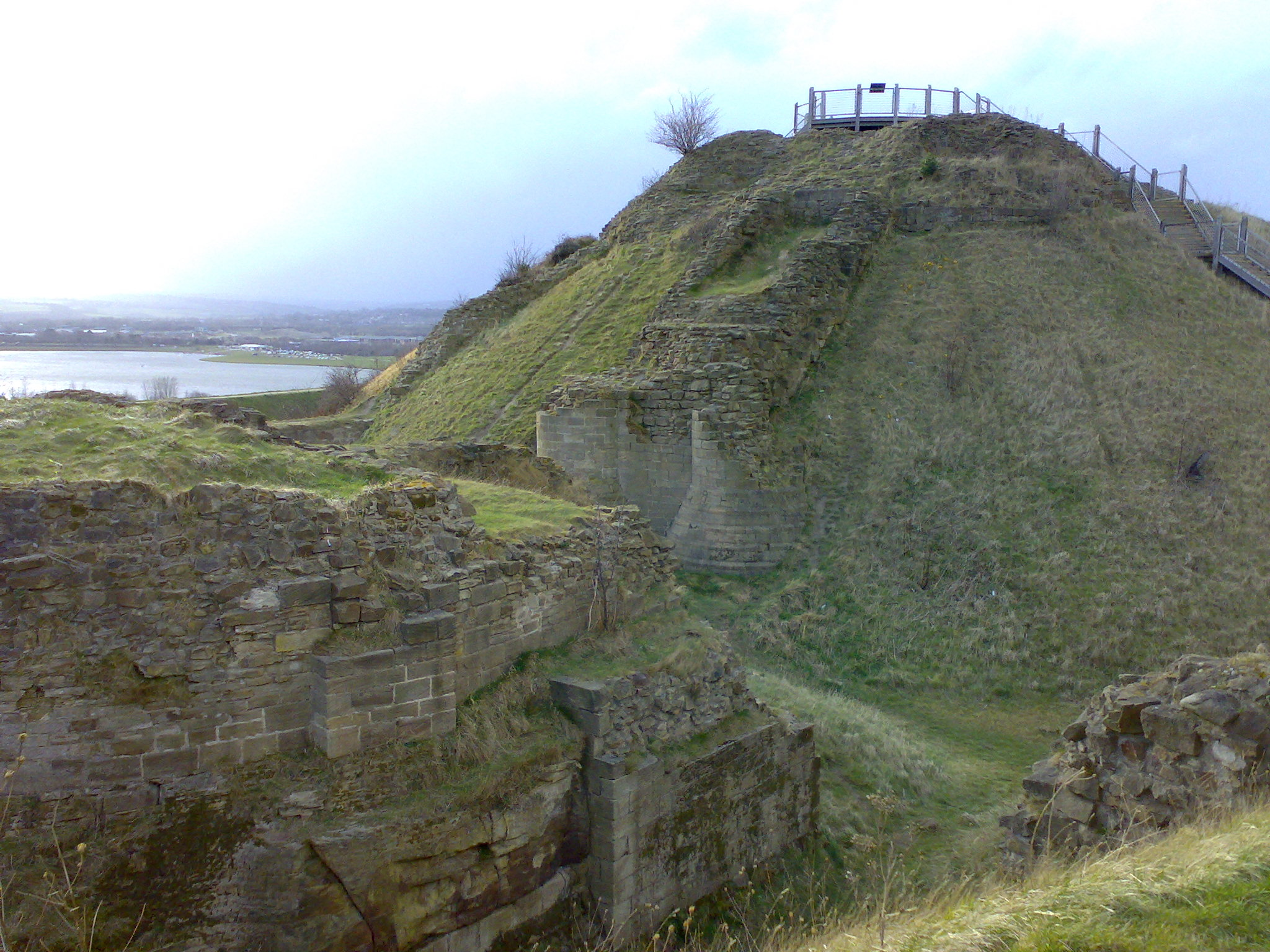
Ruínas do castelo de Sandal

Outras fontes sugerem que Iorque fora enganado por forças inimigas com falsas cores, pensando que os reforços tinham chegado; ou que ele e as forças adversárias tinham acordado um dia para a batalha após uma pausa de Natal, e que foram atacados em traição antes do final dessa pausa; ou então que Ricardo de Iorque agira imprudentemente. Admite-se que Ricardo, durante a luta, tenha sido atacado por detrás  e pelos lados, tendo sido impossível qualquer forma de retirada. O exército Iorquista foi cercado e destruído. As perdas são relatadas de forma diferentes conforme as fontes mas foram sem dúvida mínimas para os Lencastre (talvez 200 mortos) e elevadas para os Iorquistas (talvez 2 500 mortos).
O próprio Ricardo de Iorque foi morto na batalha. O seu filho Edmundo tentou escapar através da ponte de Wakefield mas foi alcançado e morto. O conde de Salisbury foi capturado durante a noite, levado para o campo dos Lencastre e decapitado. 

## Consequências
Após a batalha as cabeças de Ricardo de Iorque, Edmundo e do conde de Salisbury foram expostas na porta oeste das muralhas de York, com a cabeça de Ricardo com uma coroa em papel. No entanto a morte de Ricardo não coloca um ponto final na guerra ou às pretensões da Casa de York sobre a coroa. Após a vitória sobre o exército dos Lencastre na batalha de Mortimer's Cross, Eduardo de Iorque é proclamado rei sob o nome de Eduardo IV de Inglaterra. O exército da Casa de Lencastre no norte, vitorioso em Wakefield, é reforçado pelos escoceses e caminha para o sul. Os Lencastre vencem o exército de Neville na segunda batalha de St. Albans mas falham a tomada de Londres e são decisivamente derrotados por Eduardo de Iorque e Neville na batalha de Towton.

## A batalha na literatura e no folclore
Muitos estão familiarizados com a melodramática versão dos acontecimentos dados por William Shakespeare na terceira parte da sua peça Henrique VI, em particular o assassinato de Edmundo que é retratado na peça como um pequeno rapaz, e os tormentos infligidos a Ricardo de Iorque por Margarida de Anjou antes que esta o mate. Na realidade, Ricardo foi morto na batalha e Edmundo, na realidade com 17 anos, tinha idade suficiente para uma participação ativa na batalha. Margarida estaria ainda na Escócia no desenrolar da batalha.